# Lambert Adolphe Jacques Quételet
Lambert Adolphe Jacques Quételet [adólf ketlét], belgijski astronom, matematik, statistik in sociolog, * 22. februar 1796, Gent, Belgija, † 17. februar 1874, Bruselj, Belgija.
Quételet je ustanovil in vodil Observatorij v Bruslju. V družboslovje je uvajal statistične metode. Nekateri francoski viri navajajo njegov priimek Quetelet, brez naglasa.
Po njem se imenuje krater Quetelet na Luni in asteroid glavnega pasu 1239 Queteleta.

## Naslov poglavja
1. 1 2  Record #118743171 // Gemeinsame Normdatei — 2012—2016.
2. 1 2  data.bnf.fr: platforma za odprte podatke — 2011.
3. 1 2  www.accademiadellescienze.it
4. 1 2  http://tnk.krakow.pl/czlonkowie/quetelet-adolphe/